# Efraín González Morfín
Efraín González-Luna Morfín (Guadalajara, Jalisco,+; 5 de junio de 1929 - Zapopan, Jalisco; 21 de octubre de 2012), más conocido como Efraín González Morfín para diferenciarlo de su padre, fue un abogado y político mexicano, miembro del Partido Acción Nacional. Fue candidato a la presidencia de México por el PAN en las elecciones federales de 1970.

## Inicios
Hijo de Amparo Morfín González y Efraín González Luna, quien fue el primer candidato a la presidencia de México del Partido Acción Nacional en las Elecciones federales de México de 1952. En 1960 se casó con Mónica Marseille, con quien tuvo cuatro hijos: Pablo, Juan, Verónica y Santiago.
Realizó sus estudios en Derecho en la Universidad Iberoamericana Ciudad de México, donde fue director del Departamento de Derecho hasta 1975 y de la cual recibió el grado de doctor honoris causa el 28 de enero de 2002.
Estudió también Filosofía en el Instituto Libre de Filosofía del Distrito Federal.
En 1967 fue elegido para ocupar una curul en la Cámara de Diputados del Congreso de la Unión, dos años más tarde asumió la jefatura Regional del Partido Acción Nacional en el Distrito Federal.

## Candidato presidencial de 1970 en México
En 1969 fue elegido por el mismo partido como candidato en las elecciones presidenciales de 1970, en las cuales fue derrotado por el candidato del Partido Revolucionario Institucional (PRI), Luis Echeverría Álvarez.
González Morfín obtuvo 1,945,000 votos, los cuales representaron aproximadamente el 13.82 % de la votación.

## Presidente del PAN
El licenciado González Morfín, fue también Presidente del Partido Acción Nacional, cargo desempeñó de marzo a diciembre de 1975.